# Johan Jarlén
Johan Jonatan Assaf „John” Jarlén (Göteborg, 1880. november 4. – Göteborg, 1955. április 18.) olimpiai bajnok svéd tornász, építész.

## Élete
A göteborgi Chalmers Műszaki Főiskolán, majd a stockholmi Svéd Királyi Művészeti Akadémián szerzett építészi oklevelet. Részt vett az 1908. évi nyári olimpiai játékokon, és tornában csapat összetettben aranyérmes lett. Klubcsapata a Stockholms GF volt.
Az olimpia után építészirodát nyitott Göteborgban. Első munkája 1914-5-ben az alingsåsi kápolna volt. Elsősorban iskolákat, templomokat tervezett, főként Göteborgban.